# Castlevania (sèrie de televisió)
Castlevania és una sèrie de televisió animada creada per Warren Ellis basada en el videojoc Castlevania III: Dracula's Curse de Konami. La sèrie parla de Trevor Belmont que ha de defensar Valàquia de Dracula i les seves criatures.

## Argument
Quan la seva dona Lisa és cremada a la foguera després de ser acusada falsament de bruixeria, el vampir Dracula declara que tota la gent de Valàquia pagarà amb la seva vida. Convocar un exèrcit de dimonis per envair el país, obligant a la gent a viure vides de por i desconfiança. Per combatre això, el renegat caçador de monstres Trevor Belmont pren armes contra les forces de Dracula, ajudat per la bruixa Sypha Belnades i el fill de Dracula, Alucard.

## Temporades
| Temporada | Temporada         | Episodis | Emissió a EUA        | Emissió a EUA        |
| Temporada | Temporada         | Episodis | Estrena              | Final                |
| --------- | ----------------- | -------- | -------------------- | -------------------- |
|           | Primera temporada | 4        | 7 de juliol de 2017  | 7 de juliol de 2017  |
|           | Segona temporada  | 8        | 26 d'octubre de 2018 | 26 d'octubre de 2018 |
|           | Tercera temporada | 10       | 5 de març de 2020    | 5 de març de 2020    |
|           | Quarta temporada  | 10       | 13 de maig de 2021   | 13 de maig de 2021   |

### Primera temporada (2017)
| # | Núm. | Títol original | Dirigit per | Escrit per   | Data d'estrena als Estats Units |
| --- | ---- | -------------- | ----------- | ------------ | ------------------------------- |
| 1 | 1    | «Witchbottle»  | Sam Deats   | Warren Ellis | 7 de Juliol de 2017             |
| A Valàquia, el 1455, una jove anomenada Lisa que vol ser metge busca a Vlad Dracula Tepes, un vampir amb coneixements científics avançats. Intrigada pel seu coratge i ambició, Dracula accepta ensenyar-la, mentre que ella al seu torn li ofereix ajudar-lo a retrobar-se amb la humanitat. Els dos finalment s'enamoren i es casen. Vint anys després (1475), a la ciutat de Târgoviște, Lisa es crema a la foguera després que un bisbe descobreixi equipament científic a casa seva i l’acusi de bruixeria. Destruït després de conèixer la mort de Lisa, Dracula declara a la gent que tenen un any per fer la pau, després del qual tots els humans a Valàquia moriran de la seva mà. El seu fill Adrià li diu que persegueixi l'home responsable en lloc de tota la humanitat, però Dracula es nega a escoltar-lo i l'ataca. Un any després, l'arquebisbe organitza una celebració desafiant Dràcula. Com es va prometre, Dràcula mata l'arquebisbe, destrueix l'església i ordena al seu exèrcit de demoníacs Criatures Nocturnes que matin totes les persones que quedin a Valàquia. Mentre l'exèrcit s'estén per tota la terra, la gent culpa a les famílies nobles del regne, inclosos els Belmont. |      |                |             |              |                                 |
| 2 | 2    | «Necropolis»   | Sam Deats   | Warren Ellis | 7 de Juliol de 2017             |
| 3 | 3    | «Labyrinth»    | Sam Deats   | Warren Ellis | 7 de Juliol de 2017             |
| 4 | 4    | «Monument»     | Sam Deats   | Warren Ellis | 7 de Juliol de 2017             |

## Personatges i doblatge
- Trevor Belmont (temporades 1-4), amb la veu de Richard Armitage.
És un caçador de vampirs desgraciat i l’últim membre viu de la casa de Belmont.
- Adrian Tepes / Alucard (temporades 1-4), amb la veu de James Callis.
És un fill mig vampir de Dràcula i Lisa Tepes (mare humana), que intenta protegir la humanitat de la fúria del seu pare.
- Vlad Dracula Tepes (temporades 1-2; convidat: temporades 3-4), amb la veu de Graham McTavish.
És un vampir que jura venjança de la humanitat per la mort de la seva dona i per això ordena a un exèrcit de dimonis i monstres destruir Valàquia.
- Sypha Belnades (temporades 1-4), amb la veu de Alejandra Reynoso.
És una bruixa i és la néta de El Vell, i com ell forma part dels Talkers.
- El Vell (temporada 1), amb la veu de Tony Amendola.
És el líder d'un grup de Talkers que ajuda la gent de Greshit.
- El bisbe (temporada 1; convidat: temporada 2), amb la veu de Matt Frewer.
És un clergue que condemna l'esposa de Dràcula per bruixeria, i més tard és nomenat bisbe de Greshit. Durant l'atac de Targoviste, és assassinat per una criatura de la nit.
- Lisa Tepes (temporada 1; convidat: temporades 2-4), amb la veu de Emily Swallow.
És l'esposa humana de Dracula que és condemnada injustament a l'estaca per bruixeria.
- Hector (temporades 2-4), amb la veu de Theo James.
Un ésser humà i Diabolic Smith, o un bruixot particular capaç de crear criatures màgiques, pertanyents als exèrcits de Dracula.
- Isaac (temporades 2-4), amb la veu de Adetokumboh M'Cormack.
Un Evil Smith humà pertanyent als exèrcits de Dracula.
- Carmilla (temporades 2-4), amb la veu de Jaime Murray.
Un cruel vampir d’Estíria, un dels generals de l'exèrcit de Dràcula i líder del Consell de Germanes.
- Godbrand (temporada 2), amb la veu de Peter Stormare.
Vampir d'origen viking i un dels generals de Dracula.
- Leonore (temporades 3-4), amb la veu de Jessica Brown Findlay.
Membre vampir del Consell de Germanes, és la diplomàtica del grup.
- Morana (temporades 3-4), amb la veu de Yasmine Al Massri.
Membre vampir del Consell de Germanes, és l'economista i estratega del grup.
- Striga (temporades 3-4), amb la veu de Ivana Miličević.
Membre vampir del Consell de Germanes, és el cervell militar del grup.
- Saint Germain (temporades 3-4), amb la veu de Bill Nighy.
Home misteriós que investiga els fets de la ciutat de Lindenfeld juntament amb Trevor i Sypha. Té un bon coneixement de la màgia i l’alquímia; afirma ser immortal.
- Sumi (temporada 3), amb la veu de Rila Fukushima.
Un jove caçador de vampirs japonès, abans esclau d’un dels generals de Dracula.
- Taka (temporada 3), amb la veu de Toru Uchikado.
Un jove caçador de vampirs japonès que és la parella de Sumi. També ell va ser esclau d’un dels generals de Dracula.
- Sala (temporada 3), amb la veu de Navid Negahban.
Un humà, formalment el líder dels monjos de Lindenfeld, mentre que en realitat és el líder d’una secta que té com a objectiu recuperar la vida de Dracula.
- El jutge (temporada 3), amb la veu de Jason Isaacs.
Cap de la ciutat de Lindenfeld, sovint en desacord amb Sala, que desafia la seva autoritat.
- Miranda (temporada 3), amb la veu de Barbara Steele.
Una vella amb poders màgics que ajuda a Isaac.
- El capità (temporada 3), amb la veu de Lance Reddick.
Un capità pirata que fa amistat i ajuda a Isaac.
- FlysEyes (temporades 3-4), amb la veu de Gildart Jackson.
Un dimoni creat per Isaac.
- Varney (temporada 4), amb la veu de Malcolm McDowell.
Un vampir de Londres i antic agent de l'exèrcit de Dracula que busca ressuscitar el seu amo.
- L’alquimista (temporada 4), amb la veu de Christine Adams.
Un poderós mag que resideix al corredor infinit i el controla.
- Greta Danesti (temporada 4), amb la veu de Marsha Thomason.
La dona cap de Danesti, lluitant contra criatures nocturnes
- Ratko (temporada 4), amb la veu de Titus Welliver.
Un brutal guerrer vampir eslau que busca ressuscitar Dràcula
- Zamfir (temporada 4), amb la veu de Toks Olagundoye.
El cap de la guàrdia subterrània de Targoviste, lluitant contra criatures nocturnes.
- Dragan (temporada 4), amb la veu de Matthew Waterson.
un guerrer vampir que busca ressuscitar Dracula.

## Producció

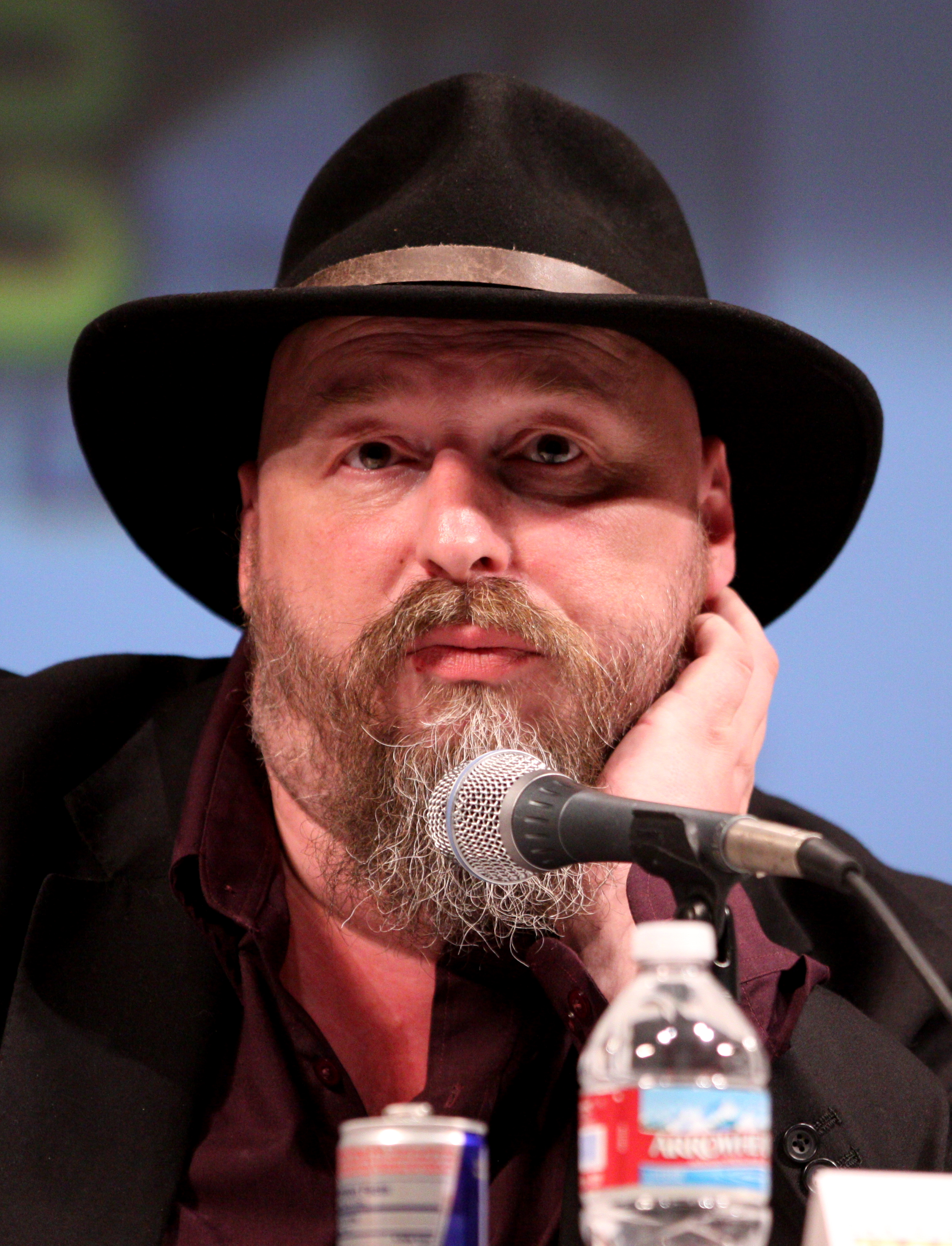
Warren Ellis va escriure la sèrie com una pel·lícula directa al vídeo abans d’adaptar-la per a un format de televisió.

Al març de 2007, Frederator Studios va adquirir els drets per produir una adaptació de pel·lícules d'animació de Castlevania III: Dracula's Curse, destinada a la producció directa al vídeo. Frederator va portar l'escriptor Warren Ellis a bord com a guionista de la sèrie. En una entrevista amb Paste, Warren Ellis va dir que quan va ser contactat sobre Castlevania no tenia coneixements previs de la sèrie i va descobrir que era una "transposició japonesa de les pel·lícules de terror de Hammer amb les que vaig créixer i estimar". Ellis va explicar com va treballar amb el productor de Castlevania, Koji Igarashi, per ajustar la pel·lícula a la línia de temps de la sèrie, inclosa l'escriptura d’una nova història de fons, i com estava frustrat perquè Igarashi volgués vuit reescriptures completes de material de preproducció abans de donar-li l’aprovació. Ellis va assenyalar que Kevin Kolde de Frederator, que havia de produir l'obra, no volia que la pel·lícula estigués dirigida a nens, cosa que permetia a Ellis utilitzar imatges i escenes horribles com necessàries per explicar la història que volia escriure, cosa que Ellis havia trobat. restrictiu en treballar amb animacions de televisió normals.
En adaptar el joc per a la pel·lícula, Ellis no va voler fer una adaptació punt per punt, sinó que va proporcionar una mica de material per concretar el món del joc i els elements que hi ha al darrere. En aquesta etapa, es preveia que la pel·lícula duraria només 80 minuts, cosa que Ellis sabia que no seria suficient per explicar la història completa que volia, de manera que va ser capaç de dividir el seu guió en una trilogia d’obres, cada part tenia una contenia una estructura en tres actes; la primera part seria introduir els personatges de Dràcula, Trevor, Sypha i Alucard i amb una resolució narrativa significativa. D'aquesta manera, Ellis va assenyalar que si les altres dues parts mai no van ser il·luminades en verd, el primer treball "no exigeix la presència de les altres dues parts perquè funcioni com a cosa pròpia". A causa del temps limitat, Ellis va optar per deixar caure a Grant Danasty, un personatge pirata del joc; Ellis va assenyalar que, a més de "el nom estúpid", sentia que el pirata estava fora de lloc a l'entorn i que el temps limitat d'execució no li permetria desenvolupar completament el personatge.
Al voltant del 2008, els treballs sobre la producció es van aturar i van entrar a l'infern del desenvolupament. Ellis havia completat el seu guió el juny de 2008, i el blog de producció del programa havia dit a l'agost de 2008 que compraven la idea com a llançament al cinema, però no es van seguir actualitzacions abans que el bloc fos suprimit tranquil·lament.
Cap al 2012, Adi Shankar es va dirigir per dirigir una versió en directe del guió d’Ellis. Shankar, que en aquell moment acabava de treballar com a productor executiu de Dredd, va dir que el partit buscava fer una pel·lícula a l'estil de les pel·lícules d’Underworld amb un pressupost similar, representativa d’un petit estudi amb gran suport independent. Shankar va rebutjar l'oportunitat, dient que se sentia "un 250 per cent equivocat", ja que tenia un profund respecte pel joc original i sentia que la versió d'acció en directe no la tractaria bé. Després d'això, Shankar va fer un pas enrere de Hollywood per perseguir més treballs autoeditats, afirmant que "els principals estudis no respectaven flagrantment l'afició" com a motiu pel qual va rebutjar l'oferta.
L'espectacle es va revitalitzar quan Sam Deats de Powerhouse Animation Studios va poder negociar un acord amb Netflix per a la producció, utilitzant els guions existents que s'havien escrit gairebé una dècada abans. Powerhouse va contactar amb Frederator per ajudar amb la producció del programa. Segons Ellis, Netflix va ser molt positiu sobre els seus guions originals que va escriure el 2007 i, per tant, només va haver de fer uns quants canvis per adaptar-se al format Netflix mantenint-se fidel a la versió del guió que Konami havia acceptat. Shankar va ser abordat amb l'oportunitat de produir l'obra, que va prendre ja que ni Powerhouse ni Frederator intentaven restringir la seva visió creativa dels guions d'Ellis. Fred Seibert i Kevin Kolde de Frederator Studios també coprodueixen. La sèrie va ser animada per Frederator Studios i Powerhouse Animation Studios i dirigida per Sam Deats. Trevor Morris va compondre la música de l'espectacle.
L'estil artístic de l'espectacle va estar fortament influït pel treball que Ayami Kojima va fer per Castlevania: Simfonia de la nit. També van prendre idees de les obres del director Satoshi Kon per a expressions i sèries de personatges com Cowboy Bebop i Berserk per inserir humor entre els elements més seriosos. L'espectacle es produeix utilitzant animació 2D dibuixada a mà, prenent senyals de Ninja Scroll i Vampire Hunter D, amb membres del personal que anteriorment van treballar a Vampire Hunter D: Bloodlust. Les sèries manga Berserk i Blade of the Immortal també es van citar com a inspiració, amb un dels directors d'animació del programa que havia treballat anteriorment en les pel·lícules de Berserk. La producció treballa estretament amb Konami, els titulars de la franquícia Castlevania, que van ajudar a identificar petits problemes de continuïtat, però, per altra banda, eren molt receptius cap al treball.
La primera temporada representa la primera part de la trilogia que Ellis ha presentat el 2007. Ellis va dir que la segona temporada, que completava la trilogia, era on havia estat capaç de desviar-se una mica del joc, i havia anticipat millor el llançament del programa a Netflix pel que fa a les escenes i la durada dels episodis. Shankar creu que hi ha l'oportunitat que es puguin explicar més històries manllevant d'altres jocs de la sèrie, i assenyala que, en general, veu la sèrie com "una història sobre una família i diverses generacions d'aquesta família" amb molts contes on treure.6 L'equip de producció de la segona temporada incloïa membres del personal que treballaven en produccions de Madhouse com Death Parade.
Desenvolupant el personatge de Dràcula, Adi Shankar va deixar clar que un dels objectius principals de la sèrie ha estat pintar Dràcula no com un dolent, sinó com una figura tràgica i condemnada. Segons ell, "els millors vilans, en general, són els herois de la seva pròpia història i el truc per fer ressonar Castlevania va ser aquesta idea que Dràcula no és un noi dolent, no és un vilà, només és una persona consumida amb la foscor. Aquell primer episodi de la temporada 1 comencem a veure per què vol erradicar els humans. No és només aquest vilà en una sola dimensió que s'enrotlla de bigoti. El que fa Dràcula no és realment una guerra contra la humanitat. És més aviat una nota de suïcidi".
La tercera temporada del programa va ser il·luminada en verd per Netflix pocs dies després de l'emissió de la segona temporada. Shankar va anunciar el novembre de 2018 que també dirigirà una sèrie d'animació basada en Devil May Cry de Capcom, que va adquirir els drets per a ell mateix, i farà que l'espectacle, juntament amb la sèrie Castlevania, formi part d'un "Bootleg Multiverse" compartit. El 27 de març de 2020, Netflix va anunciar que havia renovat la sèrie per a una quarta temporada, afirmant el 16 d'abril de 2021 que seria l'última temporada de la sèrie. El 31 de juliol de 2020 es va informar que, enmig d'una onada d'al·legacions de mala conducta sexual contra el creador i showrunner del programa, Warren Ellis, ja no tindria cap participació en el desenvolupament de la sèrie Castlevania posterior a la publicació de la quarta temporada.

## Alliberament
La primera temporada de Castlevania de quatre episodis de 30 minuts es va llançar el 7 de juliol de 2017. La segona temporada té vuit capítols i es va estrenar el 26 d'octubre de 2018. La tercera temporada es va estrenar el 5 de març de 2020. La quarta i última temporada del programa es va estrenar el 13 de maig de 2021.